# L-Wert (Programmierung)
In der Programmierung wird innerhalb von Anweisungen zwischen L-Wert- und R-Wert-Ausdrücken unterschieden. Das L bedeutet, dass ein L-Wert-Ausdruck auf der linken Seite einer Zuweisung stehen kann. R-Wert-Ausdrücke dürfen nur auf der rechten Seite von Zuweisungen vorkommen. Ein Ausdruck innerhalb einer Anweisung besitzt einen L-Wert, wenn der Ausdruck auf einen Speicherort verweist. Ein L-Wert zeigt somit auf adressierbaren Speicher. Ausdrücke, die keinen L-Wert besitzen, sind R-Wert-Ausdrücke. Alle Zuweisungen mit L-Wert-Ausdrücken haben zugleich R-Wert-Ausdrücke, aber nicht jeder R-Wert-Ausdruck ist Teil einer Zuweisung.
L-Wert-Ausdrücke sind häufig Bezeichner von Datentypen, können jedoch auch als Funktionsaufrufe oder als Dereferenzierung (dt. Rückverweisung) von Zeigern oder Feldern vorkommen.

## In der objektorientierten Programmierung
L-Wert-Ausdrücke können auch auf Objekte verweisen, die Daten und Code enthalten können: Daten in Form von Feldern (oft als Attribute oder Eigenschaften bezeichnet) und Code in Form von Prozeduren (oft als Methoden bezeichnet).
Temporär auftretende Objekte, sogenannte Temporaries zählen zu den R-Werten. Betrachten wir als Beispiel folgende Anweisung: x = a + (b * c);
Hier entsteht als Zwischenwert das Ergebnis von b * c. Wenn x, a, b, und c Objekte einer Klasse sind, kann es sein, dass mit b * c ein temporäres Objekt (engl. a temporary) entsteht, das bei der Zuweisung an x wieder zerstört wird. Um unnötiges Kopieren von Objektmembern zu vermeiden, bietet C++ den Move Constructor und den Move Assignment Operator an.
Beispiele
```
// C++ Quellcode

#include
 
<iostream>

typedef
 
unsigned
 
long
 
long
 
ull
;

int
 
x
;
  
// benannter Speicherort, der als L-Wert-Ausdruck verwendet werden kann

int
&
 
f
(
int
&
 
variable
)
 
{
 
return
 
variable
;
 
}
  
// benötigt L-Wert-Argument, gibt L-Wert zurück

int
  
g
(
int
 
wert
)
 
{
 
return
 
wert
;
 
}
    
// gibt einen R-Wert zurück

int
 
main
()

{

    
x
 
=
 
3
;
       
// x ist ein L-Wert-Ausdruck, 3 ein R-Wert-Ausdruck

    
f
(
x
)
 
=
 
5
;
    
// f(x) ist (hier) ein L-Wert-Ausdruck, 5 ein R-Wert-Ausdruck

    
// g(x) = 0;    // funktioniert nicht, da g(x) kein L-Wert-Ausdruck ist

    
// x = f(100);  // funktioniert nicht, da 100 kein L-Wert-Ausdruck ist

    
std
::
cout
 
<<
 
"Der L-Wert von x ist    "
 
<<
 
reinterpret_cast
<
ull
>
(
&
x
)
 
<<
 
std
::
endl
;

    
std
::
cout
 
<<
 
"Der L-Wert von f(x) ist "
 
<<
 
reinterpret_cast
<
ull
>
(
&
f
(
x
))
 
<<
 
std
::
endl
;

    
std
::
cout
 
<<
 
"Der R-Wert von f(x) ist "
 
<<
 
f
(
x
)
 
<<
 
std
::
endl
;

 
// std::cout << "Der L-Wert von g(x) ist " << reinterpret_cast<ull>(&g(x)) << std::endl; // funktioniert nicht

    
std
::
cout
 
<<
 
"Der R-Wert von g(x) ist "
 
<<
 
g
(
x
)
 
<<
 
std
::
endl
;

// -----------------------------------------------------------------

    
int
 
feld
[
3
]
 
=
 
{
 
11
,
 
22
,
 
33
 
};

    
int
 
*
 
zeiger
 
=
 
feld
;

    
feld
[
2
]
 
=
 
1
;
      
// Arrayindexierung als L-Wert-Ausdruck

    
*
(
zeiger
+
2
)
 
=
 
0
;
  
// Zeigerdereferenzierung als L-Wert-Ausdruck

    
std
::
cout
 
<<
 
"Der L-Wert von *(zeiger+2) ist "
 
<<
 
reinterpret_cast
<
ull
>
(
zeiger
+
2
)
 
<<
 
std
::
endl
;

    
std
::
cout
 
<<
 
"Der L-Wert von feld[2] ist     "
 
<<
 
reinterpret_cast
<
ull
>
(
&
feld
[
2
])
 
<<
 
std
::
endl
;

//------------------------------------------------

    
// Hier wird ein temporaeres std::string -Objekt benutzt. 'Temporaries' besitzen R-Werte

    
std
::
cout
 
<<
 
"Das Wort 
\"
Container
\"
 besteht aus "
 
<<
 
std
::
string
(
"Container"
).
length
()
 
<<
 
" Zeichen.
\n
"
;

}

```

Mögliche Ausgabe:
```
Der L-Wert von x ist    0x602194
Der L-Wert von f(x) ist 0x602194
Der R-Wert von f(x) ist 5
Der R-Wert von g(x) ist 5
Der L-Wert von *(zeiger+2) ist 0x7ffdf9ec0808
Der L-Wert von feld[2] ist     0x7ffdf9ec0808
Das Wort "Container" besteht aus 9 Zeichen.

```

Anhand der Ausgabe ist ersichtlich, dass die L-Werte die Speicheradressen der L-Wert-Ausdrücke sind.